# Cerro del Borrego
El Cerro del Borrego es un área natural protegida elevada a 1640 metros sobre el nivel del mar que abarca parte de tres municipios encontrándose la mayor parte en la ciudad de Orizaba, Veracruz, el resto del cerro se ubica en los municipios de Río Blanco e Ixhuatlancillo.

## Ubicación
Sus coordenadas geográficas son los 18°51'30 y 18°52'40 de Latitud Norte y a los 97°06'50 y 97°08'25 de Longitud Oeste, a una altura entre los 1240 m s. n. m. y los 1680 m s. n. m., cuenta con una superficie de 431 hectáreas. Su porción norte corresponde al municipio de Ixhuatlancillo, la porción este a Orizaba y el resto del cerro corresponde a Río Blanco. La zona este ubicada en la ciudad es la que más se ha ocupado por actividades humanas como el ejercicio físico, el esparcimiento y como parte de la historia de México.
A partir de 1.º de febrero de 2014, Se cuenta con un servicio de Teleférico que parte de las calles centrales de Orizaba y culmina en la cumbre del Cerro, donde se han acondicionado miradores, museo y áreas comunes.

## Fisiografía
Presenta dos formas características de relieve, la primera corresponde a zonas accidentadas que se encuentran definidas entre los cerros del borrego, de escamela y de San Cristóbal con grandes pendientes. La segunda forma de relieve, corresponde a zonas semiplanas en una de las cuales se ubica la zona conurbada de la ciudad de Orizaba. El suelo está compuesto principalmente por rocas calizas sedimentarias y de origen volcánico procedentes del Cretácico superior. Los suelos corresponden a rendzina lítica y litosol de textura media. Debido a la fuerte pendiente del cerro el drenaje es rápido ya que por su textura arenosa o arcillosa es húmedo y verde durante todo el año.

## Ecología

### Flora
Se encuentran tres tipos de vegetación original que son la selva mediana subperennifolia, bosque de encino y bosque mesófilo de montaña. Existe vegetación secundaria de estos.
- La selva mediana subperennifolia se distribuye al este del cerro desde los 1100 hasta los 1200 m s. n. m. aproximadamente. Sus principales especies aquí son las higueras (Ficus cutinifolia, ficus glabrata, Ficus padifolia) y especies arbustivas como Monstera deliciosa y Cestrum nocturnun. También existen a nivel herbáceo Bidens pilosa, lpomea triloba, Smilax sp., Muhlembergia robusta, Dahlia coccinea y Tagetes erecta.

## Ecoparque
En febrero de 2014 fue abierto al público el Ecoparque Cerro del borrego en la cima del mismo lugar a cargo del ayuntamiento de Orizaba a donde se puede subir por la tradicional vereda o a través del también recientemente inaugurado Teleférico de Orizaba.